# Lista premierilor Canadei

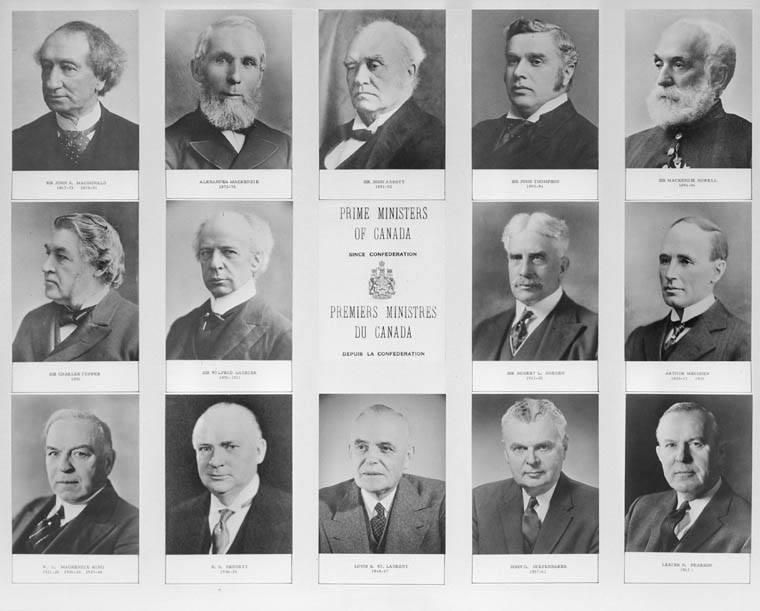

Până în prezent, această listă cuprinde 23 de persoane, o femeie (Kim Campbell, 25 iunie 1993 - 4 noiembrie 1993) și 22 de bărbați, dintre care unii au fost în oficiu de două ori.

## Foști prim-miniștri ai Canadei în viață
La data de 12 aprilie 2025 , şase foști premieri ai Canadei sunt în viață. Cel mai în vârstă este Jean Chrétien (născut în 1934). Cel mai recent fost prim-ministru care a decedat a fost Pierre Trudeau (1968–1979, 1980–1984), la data de 28 septembrie 2000. John A. Macdonald (1867–1873, 1878–1891) și John Thompson (1892–1894) sunt singuri premieri canadieni care au murit în timpul exercitării mandatului.
| Nume           | Termen în oficiu | Data nașterii                 |
| -------------- | ---------------- | ----------------------------- |
| Joe Clark      | 1979–1980        | 5 iunie 1939 (85 de ani)      |
| Kim Campbell   | 1993             | 10 martie 1947 (78 de ani)    |
| Jean Chrétien  | 1993–2003        | 11 ianuarie 1934 (91 de ani)  |
| Paul Martin    | 2003–2006        | 28 august 1938 (86 de ani)    |
| Stephen Harper | 2006–2015        | 30 aprilie 1959 (65 de ani)   |
| Justin Trudeau | 2015–2025        | 25 decembrie 1971 (53 de ani) |